# Siduaewali
Siduaewali is een bestuurslaag in het regentschap Nias Selatan van de provincie Noord-Sumatra, Indonesië. Siduaewali telt 789 inwoners (volkstelling 2010).